# 산탄젤로아스칼라
산탄젤로아스칼라(이탈리아어: Sant'Angelo a Scala)는 이탈리아 캄파니아주 아벨리노도의 코무네다.